# Турецкий мемориал и музей в Кусимото
Турецкий мемориал и музей в Кусимото (яп. トルコ軍艦遭難記念碑) — монумент и музей, созданные в память о гибели османского фрегата «Эртогрул», затонувшего в 1890 году вблизи Кусимото.

## Предыстория
Фрегат «Эртогрул» был построен в 1863 году и входил в состав османского флота. 14 июля 1889 года он вышел из Стамбула, имея на борту около 500 моряков, и направился в Японию с целью официального визита. 16 сентября 1890 года визит был завершён и после трёхмесячной стоянки «Эртогрул» отплыл из Иокогамы. В ту же ночь около полуночи из-за плохих погодных условий судно налетело на рифы и затонуло. Удалось спастись лишь 6 офицерам и 63 матросам, большинство спасшихся были ранены. В октябре 1890 года все пережившие кораблекрушение были отправлены на родину на двух японских корветах, в январе 1891 года они добрались до Стамбула и были встречены там султаном Абдул-Хамидом.

## Кладбище и монумент
В феврале 1891 года около 150 тел погибших в результате крушения «Эртогрула» были захоронены на специально созданном для этого кладбище. В первую годовщину трагедии возле маяка Касинодзаки, находившегося далеко от места крушения, был возведён 400-метровый монумент.
5 апреля 1929 года японо-турецкой торговой ассоциацией в память о гибели «Эртогрула» был установлен мемориальный камень, 5 июня того же года его посетил император Хирохито. После того, как об этом стало известно в Турции, было предложено возвести новый монумент. Его строительство началось 22 октября 1936 года, 3 июня 1937 года прошла церемония открытия, на которой присутствовал турецкий посол.
Высокие официальные лица Турции отдают дань уважения памятнику и мемориальному кладбищу во время своего визита в Японию.

## Музей
14 декабря 1974 года неподалёку от мемориала был открыт музей, созданный администрацией Кусимото и турецким посольством в Японии.
В музее представлены предметы, обнаруженные после крушения, а также личные вещи и фотографии находившихся на борту людей. Помимо этого, имеется модель фрегата. Позднее был также добавлен отдельный сегмент, посвящённый основателю Турецкой республики Мустафе Кемалю Ататюрку.